# Стронций
| 38      | Стронций |
| Sr87,62 |          |
| 5s2     |          |

Стро́нций (химический символ — Sr, от лат. Strontium) — химический элемент 2-й группы (по устаревшей классификации — главной подгруппы второй группы, IIA) пятого периода периодической системы химических элементов Д. И. Менделеева с атомным номером 38. Щёлочноземельный металл.
Простое вещество стронций — мягкий, ковкий и пластичный металл серебристо-белого цвета (с желтоватым оттенком).
Обладает высокой химической активностью, на воздухе быстро реагирует с влагой и кислородом, покрываясь жёлтой оксидной плёнкой.

## История и происхождение названия
Новый элемент обнаружили в минерале стронцианите, найденном в 1764 году в свинцовом руднике близ шотландской деревни Стронти́ан (англ. Strontian, гэльск. Sròn an t-Sìthein), давшей впоследствии название новому элементу. Присутствие в этом минерале оксида нового металла было установлено в 1787 году Уильямом Крюйкшенком и Адером Крофордом. Выделен в чистом виде сэром Хемфри Дэви в 1808 году.

## Нахождение в природе
В свободном виде стронций не встречается ввиду его высокой химической активности. Он входит в состав около 40 минералов. Из них наиболее важный — целестин SrSO4 (51,2 % Sr). Добывают также стронцианит SrCO3 (64,4 % Sr). Эти два минерала имеют промышленное значение. Чаще всего стронций присутствует как примесь в различных кальциевых минералах.
Среди прочих минералов стронция:
- SrAl3(AsO4)SO4(OH)6 — кеммлицит;
- Sr2Al(CO3)F5 — стенонит;
- SrAl2(CO3)2(OH)4·H2O — стронциодрессерит;
- SrAl3(PO4)2(OH)5·H2O — гойясит;
- Sr2Al(PO4)2OH — гудкенит;
- SrAl3(PO4)SO4(OH)6 — сванбергит;
- Sr(AlSiO4)2 — слосонит;
- Sr(AlSi3O8)2·5H2O — брюстерит;
- Sr5(AsO4)3F — ферморит;
- Sr2(B14O23)·8H2O — стронциоджинорит;
- Sr2(B5O9)Cl·H2O — стронциохильгардит;
- SrFe3(PO4)2(OH)5·H2O — люсуньит;
- SrMn2(VO4)2·4H2O — сантафеит;
- Sr5(PO4)3OH — беловит;
- SrV(Si2O7) — харадаит;
- SrB2Si2O8 — пековит[6].

По уровню физической распространённости в земной коре стронций занимает 23-е место — его массовая доля составляет 0,014 % (в литосфере — 0,045 %). Мольная доля металла в земной коре 0,0029 %.
Стронций содержится в морской воде (8 мг/л).

### Месторождения
Известны месторождения в Калифорнии, Аризоне (США); Новой Гранаде; Турции, Иране, Китае, Мексике, Канаде, Малави.
В России обнаружены, но в настоящее время не разрабатываются месторождения стронциевых руд: Синие камни (Дагестан), Мазуевское (Пермский край), Табольское (Тульская область), а также месторождения в Бурятии, Иркутской области, Красноярском крае, Якутии и на Курильских островах.

## Физические свойства
Стронций — мягкий серебристо-белый металл, обладает ковкостью и пластичностью, легко режется ножом.
Полиморфен — известны три его модификации. До 215 °C устойчива кубическая гранецентрированная модификация (α-Sr), между 215 и 605 °C — гексагональная (β-Sr), выше 605 °C — кубическая объёмноцентрированная модификация (γ-Sr).
Температура плавления: 768 °C, температура кипения: 1390 °C.

## Химические свойства
Стронций в своих соединениях всегда проявляет степень окисления +2. По свойствам стронций близок к кальцию и барию, занимая промежуточное положение между ними.
В электрохимическом ряду напряжений стронций находится среди наиболее активных металлов (его нормальный электродный потенциал равен −2,89 В). Энергично реагирует с водой, образуя гидроксид:
{\displaystyle {\mathsf {Sr+2H_{2}O\rightarrow Sr(OH)_{2}+H_{2}\uparrow }}}
Взаимодействует с кислотами, вытесняет тяжёлые металлы из их солей. С концентрированными кислотами (H2SO4, HNO3) реагирует слабо.
Металлический стронций быстро окисляется на воздухе, образуя желтоватую плёнку, в которой, помимо оксида SrO, всегда присутствуют пероксид SrO2 и нитрид Sr3N2. При нагревании на воздухе загорается, порошкообразный стронций на воздухе склонен к самовоспламенению.
Энергично реагирует с неметаллами — серой, фосфором, галогенами. Взаимодействует с водородом (выше 200 °C), азотом (выше 400 °C). Практически не реагирует со щелочами.
При высоких температурах реагирует с CO2, образуя карбид:
{\displaystyle {\mathsf {5Sr+2CO_{2}\rightarrow SrC_{2}+4SrO}}}
Легкорастворимы соли стронция с анионами Cl−, I−, NO3−. Соли с анионами F−, SO42−, CO32−, PO43− малорастворимы.
Из-за его чрезвычайной реактивности с кислородом и водой, стронций встречается в природе только в соединениях с другими элементами, таких как минералы стронцианит и целестин. Для предотвращения окисления его хранят в закрытой стеклянной посуде под жидким углеводородом, например минеральным маслом или керосином. Свежеоткрытый металлический стронций быстро приобретает желтоватый цвет с образованием оксида. Мелкодисперсный металлический стронций является пирофорным, что означает, что он самовозгорается на воздухе при комнатной температуре. Летучие соли стронция придают пламени ярко-красный цвет, и эти соли используются в пиротехнике и в производстве факелов. Подобно кальцию и барию, а также щелочным металлам и двухвалентным лантаноидам европия и иттербия, металлический стронций растворяется непосредственно в жидком аммиаке, давая тёмно-синий раствор сольватированных электронов.
Органические соединения стронция содержат одну или несколько связей стронций-углерод. Они были описаны как промежуточные звенья в реакциях типа Барбье.
Ионы стронция образуют устойчивые соединения с краун-эфирами.

## Получение
Существуют три способа получения металлического стронция:
- термическое разложение некоторых соединений;
- электролиз;
- восстановление оксида или хлорида.

Основным промышленным способом получения металлического стронция является термическое восстановление его оксида алюминием. Далее полученный стронций очищается возгонкой.
Электролитическое получение стронция электролизом расплава смеси SrCl2 и NaCl не получило широкого распространения из-за малого выхода по току и загрязнения стронция примесями.
При термическом разложении гидрида или нитрида стронция образуется мелкодисперсный стронций, склонный к лёгкому воспламенению.

## Применение
Основные области применения стронция и его химических соединений — это радиоэлектронная промышленность, пиротехника, металлургия, пищевая промышленность.

### Металлургия
Стронций применяется для легирования меди и некоторых её сплавов, для введения в аккумуляторные свинцовые сплавы, для десульфурации чугуна, меди и сталей. Введение небольших добавок стронция в чугуны и титановые сплавы позволяет значительно улучшить их механические свойства. По новым исследованиям, добавка стронция позволяет значительно увеличить морозостойкость сплавов.

### Металлотермия
Стронций чистотой 99,99—99,999 % применяется для восстановления урана.

### Магнитные материалы
- Магнитотвёрдые ферриты стронция широко употребляются в качестве материалов для производства постоянных магнитов.
- Феррит стронция является перспективным материалом в производстве магнитной ленты для систем хранения данных[16].

### Пиротехника
В пиротехнике применяются карбонат, нитрат, перхлорат стронция для окрашивания пламени в карминово-красный цвет.
Сплав магний-стронций обладает сильнейшими пирофорными свойствами и находит применение в пиротехнике для зажигательных и сигнальных составов.

### Ядерная энергетика
Уранат стронция играет важную роль при получении водорода (стронций-уранатный цикл, Лос-Аламос, США) термохимическим способом (атомно-водородная энергетика), и, в частности, разрабатываются способы непосредственного деления ядер урана в составе ураната стронция для получения тепла при разложении воды на водород и кислород.

### Высокотемпературная сверхпроводимость
Оксид стронция применяется в качестве компонента сверхпроводящих керамик.

### Вакуумные электронные приборы
Оксид стронция, в составе твёрдого раствора оксидов других щёлочноземельных металлов — бария и кальция (BaO, CaO), используется в качестве активного слоя катодов косвенного накала в вакуумных электронных приборах. На пике производства телевизионных электронно-лучевых трубок 75 % потребления стронция в Соединённых Штатах использовалось для производства стекла лицевой панели. С заменой электронно-лучевых трубок другими методами отображения потребление стронция резко сократилось.

### Химические источники тока
Фторид стронция используется в качестве компонента твёрдотельных фторионных аккумуляторных батарей с большой энергоёмкостью и энергоплотностью.
Сплавы стронция с оловом и свинцом применяются для отливки токоотводов аккумуляторных батарей. Сплавы стронций-кадмий — для анодов гальванических элементов.

### Медицина
Изотоп с атомной массой 89, имеющий период полураспада 50,55 суток, применяется (в виде хлорида) в качестве противоопухолевого средства.

## Биологическая роль

### Влияние на организм человека
Не следует путать действие на организм человека природного стронция (не радиоактивного, малотоксичного и более того, широко используемого для лечения остеопороза) и радиоактивных изотопов стронция.
Стронций природный — составная часть микроорганизмов, растений и животных. Стронций является аналогом кальция, поэтому он наиболее эффективно откладывается в костной ткани. В мягких тканях задерживается менее 1 %. Стронций с большой скоростью накапливается в организме детей до четырёхлетнего возраста, когда идёт активное формирование костной ткани. Обмен стронция изменяется при некоторых заболеваниях органов пищеварения и сердечно-сосудистой системы.
Пути попадания:
1. вода (предельно допустимая концентрация стронция в воде в РФ — 7 мг/л (в лечебно-столовых и природных минеральных водах-25 мг/л)[21], а в США — 4 мг/л[20]);
2. пища (томаты, свёкла, укроп, петрушка, редька, редис, лук, капуста, ячмень, рожь, пшеница);
3. интратрахеальное поступление;
4. через кожу (накожное);
5. ингаляционное (через лёгкие).

Попадание природного стронция в организм человека может быть связано с работой в областях его применения. Основные области применения природного стронция — радиоэлектронная промышленность, пиротехника, металлургия, металлотермия, пищевая промышленность, производство магнитных материалов.
Влияние нерадиоактивного стронция проявляется крайне редко и только при воздействии других факторов (дефицит кальция и витамина D, неполноценное питание, нарушения соотношения микроэлементов таких, как барий, молибден, селен и другие). Тогда он может вызывать у детей «стронциевый рахит» и «уровскую болезнь» — поражение и деформацию суставов, задержку роста и другие нарушения.
Радиоактивный стронций (как правило, стронций-90) практически всегда негативно воздействует на организм человека. Откладываясь в костях, он облучает костную ткань и костный мозг, что увеличивает риск заболевания злокачественными опухолями костей, а при поступлении большого количества может вызвать лучевую болезнь. Области применения радиоактивного стронция — производство атомных электрических батарей, атомно-водородная энергетика, радиоизотопные термоэлектрические генераторы и другое.

## Изотопы
В природе стронций встречается в виде смеси четырёх стабильных изотопов 84Sr (0,56(2) %), 86Sr (9,86(20) %), 87Sr (7,00(20) %), 88Sr (82,58(35) %). Проценты указаны по числу атомов. Известны также радиоактивные изотопы стронция с массовым числом от 73 до 105. Лёгкие изотопы (до 85Sr включительно, а также изомер 87mSr) испытывают электронный захват, распадаясь в соответствующие изотопы рубидия. Тяжёлые изотопы, начиная с 89Sr, испытывают β−-распад, переходя в соответствующие изотопы иттрия. Наиболее долгоживущим и важным в практическом плане среди радиоактивных изотопов стронция является 90Sr.

### Стронций-90
Изотоп стронция 90Sr является радиоактивным с периодом полураспада 28,78 года. 90Sr претерпевает β−-распад, переходя в радиоактивный 90Y (период полураспада 64 часа), который, в свою очередь, распадается в стабильный цирконий-90. Полный распад стронция-90, попавшего в окружающую среду, произойдёт лишь через несколько сотен лет.
90Sr образуется при ядерных взрывах и внутри ядерного реактора во время его работы. Образование стронция-90 при этом происходит как непосредственно в результате деления ядер урана и плутония, так и в результате бета-распада короткоживущих ядер с массовым числом A = 90 (в цепочке 90Se → 90Br → 90Kr → 90Rb → 90Sr), образующихся при делении.
Применяется в производстве радиоизотопных источников энергии в виде титаната стронция (плотность 4,8 г/см³, а энерговыделение — около 0,54 Вт/см³).